# Menhir von Waldeck
Der Menhir von Waldeck (auch als Hoher Stein, Großer Stein und seit 1954 als Aktivistenstein bezeichnet) ist ein Menhir im Wald nördlich von Waldeck im Saale-Holzland-Kreis in Thüringen.

## Lage
Der Stein liegt etwa 700 m nördlich von Waldeck, etwa 100 m westlich der nach Thalbürgel führenden Straße direkt an einem Waldweg. Nur 3 m nördlich des Menhirs wurden 1953 Bruchstücke einer steinzeitlichen Axt entdeckt. Ob der Stein sich aber noch an seinem originalen Standort befindet, ist trotz dieses Fundes unklar, da der Wald bei Waldeck auf einen Vorschlag von Johann Wolfgang von Goethe hin „verschönert“ wurde und der Stein somit erst zu dieser Zeit an seinem heutigen Standort aufgestellt worden sein könnte. In der näheren Umgebung befinden sich zwei weitere große Steine, bei denen es sich ebenfalls um Menhire handeln könnte: Der erste steht 1,4 km südöstlich bei Bobeck, der zweite 1,5 km südwestlich bei Thalbürgel.

## Beschreibung
Der Menhir besteht aus Braunkohlenquarzit. Er hat eine Gesamthöhe von 377 cm (davon 320 cm über dem Erdboden), eine Breite von 230 cm und eine Tiefe von 70 cm. Er ist plattenförmig und läuft in einer dreieckigen Spitze aus. Auf seiner Vorderseite trägt er die in den 1950er Jahren angebrachte Inschrift „Aktivistenstein – Ruhm und Ehre dem schaffenden Volke“. Die Inschrift scheint nach wie vor regelmäßig erneuert zu werden.